# Helmuth Stocker
Helmuth Stocker es un deportista alemán que compitió para la RFA en piragüismo en la modalidad de aguas tranquilas. Ganó dos medallas de bronce en el Campeonato Mundial de Piragüismo, en los años 1954 y 1958, y una medalla de bronce en el Campeonato Europeo de Piragüismo de 1959.

## Palmarés internacional
| Campeonato Mundial | Campeonato Mundial     | Campeonato Mundial | Campeonato Mundial |
| Año                | Lugar                  | Medalla            | Evento             |
| ------------------ | ---------------------- | ------------------ | ------------------ |
| 1954               | Mâcon (Francia)        | Medalla de bronce  | K2 10 000 m        |
| 1958               | Praga (Checoslovaquia) | Medalla de bronce  | K2 10 000 m        |
| Campeonato Europeo |                        |                    |                    |
| Año                | Lugar                  | Medalla            | Evento             |
| 1959               | Duisburgo (RFA)        | Medalla de bronce  | K2 1000 m          |